# Valladares (Outes)
Valladares (llamada oficialmente San Miguel de Valadares) es una parroquia y un lugar español del municipio de Outes, en la provincia de La Coruña, Galicia.

## Entidades de población
Entidades de población que forman parte de la parroquia:
- As Touzas
- A Viladomonte
- Crespos
- Esperante
- Gosende
- Guimarei
- Lestaio
- Loios
- O Vilar
- Pedrafita
- Sendón
- Terelle
- Valadares
- Xendil

## Demografía

### Parroquia
| Gráfica de evolución demográfica de Valladares (parroquia) entre 2000 y 2019 |
|                                                                              |
| Datos según el nomenclátor publicado por el INE.                             |

### Lugar
| Gráfica de evolución demográfica de Valadares (lugar) entre 2000 y 2019 |
|                                                                         |
| Datos según el nomenclátor publicado por el INE.                        |